# Seul dans Berlin
Pour l’article homonyme, voir Jeder stirbt für sich allein.
Seul dans Berlin (titre original : Jeder stirbt für sich allein, littéralement : Chacun meurt pour lui seul) est un roman de Hans Fallada publié en 1947 à Berlin-Est.
Évoquant la résistance allemande au Troisième Reich et les conditions de survie des citoyens allemands pendant la Seconde Guerre mondiale, il est fondé sur l'histoire réelle d'Otto et Elise Hampel, exécutés le 8 avril 1943 à la prison de Plötzensee pour des actes de résistance et dont le dossier à la Gestapo a été transmis à Hans Fallada après la guerre.
Avec réalisme, ce roman dénonce le  Troisième Reich, les bassesses de la nature humaine soumise à la peur et à la haine et met en valeur le courage de quelques-uns qui, pour rester en accord avec leur conscience et contribuer à la destruction de ce régime, ont été prêts à donner leur vie.
De Seul dans Berlin, Primo Levi disait, dans Conversations avec Ferdinando Camon, qu'il était « l'un des plus beaux livres sur la résistance allemande antinazie ».

## Personnages
Seul dans Berlin raconte la vie de gens ordinaires d'un immeuble de Berlin. À travers les histoires de ces personnages, c'est toute la société allemande qui apparaît ; du sous-sol au 4e étage, vivent là :
- Emil Barkhausen, trafiquant, mouchard et proxénète de son épouse ;
- l'ancien magistrat Fromm, en retraite depuis quelques années, et qui a perdu sa fille en 1933 ;
- la famille Persicke, tous nazis convaincus, dominés par le plus jeune fils, Bruno/Baldur, des Jeunesses hitlériennes, futur cadre du Parti alors même que ses frères plus âgés sont dans la SS ;
- Otto Quangel, contremaître dans une menuiserie, et son épouse au foyer Anna ;
- Frau Rosenthal, juive, ancienne commerçante, dont le mari est en prison pour détention d'avoirs à l'étranger.

D'autres personnages interviennent de façon importante dans le roman :
- Trudel Baumann, fiancée du fils des Quangel ;
- Eva Kluge, postière, membre du Parti, qui vit séparée de son mari, Enno, affecté spécial dans l'armement, perpétuellement en congé maladie et qui traîne dans divers cafés des bas-fonds de Berlin ;
- le commissaire Escherich, de la Gestapo, auparavant membre de la Police criminelle, dont le supérieur immédiat est le général SS Prall.

## Le récit
Il commence le mardi 25 juin 1940, dans la période d'euphorie qui suit la signature de l'armistice par la France (22 juin). Tandis que les Persicke fêtent l'événement avec beaucoup d'alcool, les Quangel apprennent la mort de leur fils unique. Dans l'après-midi, Otto Quangel subit une réunion de travail en vue de doubler la production de l'entreprise en six mois et perd sa fonction au Front du Travail au profit d'un de ses ouvriers, un nazi tire-au-flanc.

### L'histoire de Frau Rosenthal
Le même jour, Barkhausen décide d'extorquer quelque chose à Mme Rosenthal, avec la complicité d'Enno Kluge ; comme elle est absente, tous deux s'enivrent dans son appartement et sont surpris par les Persicke qui envisagent de prendre leur part du butin, mais sont eux-mêmes surpris par le conseiller Fromm assisté d'Otto Quangel. Frau Rosenthal est mise à l'abri chez le conseiller Fromm, mais ne supportant pas une situation d'enfermement, finit par retourner chez elle. Sur la dénonciation de Bruno Persicke, un commissaire de la Gestapo vient l'interroger ; Frau Rosenthal s'échappe de ce traquenard en se suicidant.

### L'histoire d'Eva Kluge
Après sa tournée de factrice (au cours de laquelle elle a porté la lettre fatidique aux Quangel), elle doit se débarrasser de son mari revenu chez elle pour l'exploiter, mais, par malveillance, il lui apprend que leur fils aîné s'est livré à des exactions contre des enfants juifs en Pologne. Le lendemain, elle donne sa démission du Parti nazi et est suspendue de son emploi à la Poste. Elle quitte Berlin pour se réfugier chez sa sœur à la campagne. Là, elle finira par épouser un instituteur et sauvera de la déchéance un délinquant qui a aussi fui Berlin (Kuno, fils d'Emil Barkhausen).

### La rébellion des Quangel
Après avoir coupé tout lien avec Trudel Baumann, Otto Quangel se livre à une longue réflexion et dévoile finalement à son épouse son projet d'écrire des cartes de résistance au nazisme. La première carte est déposée au début de juillet et atterrit très rapidement à la Gestapo où le cas est confié à Escherich. Le récit avance alors de 6 mois, à janvier 1941. Les Quangel ont écrit et déposé 48 cartes, dont 44 sont venues aux mains d'Escherich. Celui-ci se borne à porter des drapeaux sur un plan de Berlin et à attendre une erreur de l'auteur des cartes. Il reçoit alors une réprimande du SS Prall. L'affaire des cartes croise alors la route d'Enno Kluge.

### L'histoire d'Enno Kluge
Alors qu'il attend son tour pour consulter un médecin, une carte est déposée dans des conditions telles, qu'il apparaît comme un possible suspect. Il est pris en charge par le commissaire Escherich, qui comprend rapidement qu'Enno n'a rien à voir avec l'affaire des cartes, mais décide de l'intégrer dans un montage afin de satisfaire Prall. Enno échappe cependant à la surveillance des agents d'Escherich, qui lance alors Barkhausen à sa recherche. Barkhausen réussit à le localiser et le remet à Escherich. Pour couper court à une opération très mal commencée, Escherich élimine Enno en le poussant à se suicider.

### L'histoire du commissaire Escherich
On passe alors au printemps 1942. À la Gestapo, l'affaire des cartes (267 ont été transmises) revient au premier plan et Escherich est de nouveau suspecté de manquer de combativité. Au cours d'une réunion d'état-major, il demande un peu ironiquement que l'affaire soit transmise à un de ses collègues. Cette attitude est mal prise par les SS ; Escherich est mis en état d'arrestation et enfermé dans un cachot où il va subir pendant 3 semaines le sort des "traîtres". Durant cette période, son remplaçant se montre cependant encore moins compétent ; aussi, Prall décide de récupérer Escherich, tout en lui promettant de le renvoyer au cachot en cas de besoin.
Durant cette période, Otto Quangel accumule les erreurs, mais il persiste dans son projet et finit par être arrêté. Il essaie d'abord de nier, puis s'effondre dans le bureau d'Escherich en constatant que pratiquement toutes ses cartes ont été rapportées. Emmené au cachot, il subit une cérémonie d'humiliation par Prall et plusieurs SS, qui forcent Escherich à y participer. Celui-ci, impressionné par la force d'âme de Quangel alors que les SS lui apparaissent désormais comme des bêtes immondes, ne se voyant plus continuer à traquer des innocents, se suicide le soir même dans son bureau. En fin de compte, il est « le seul être humain qui ait été converti par les cartes de Quangel ».

### La mort des Quangel
Otto et Anna passent quelques semaines dans les geôles de la Gestapo ; leur arrestation entraîne celle de Trudel Baumann et de son époux, Karl, ainsi que du frère d'Anna. Celui-ci, totalement inoffensif, sombrera dans la folie douce et sera donc éliminé par principe. Karl, traumatisé crânien lors de l'arrestation, meurt sans sortir du coma et Trudel se suicide en prison. Otto et Anna sont ensuite transférés en prison préventive pour l'instruction de leur affaire : période relativement reposante après l'enquête policière. Puis c'est le jugement, la condamnation à mort, le transfert à la prison de Plötzensee et l'attente de l'exécution. Otto est effectivement exécuté tandis qu'Anna, qui semble avoir été oubliée par les autorités, meurt au cours d'un bombardement allié sans avoir appris la mort d'Otto.

### Persicke et Barkhausen
Le père Persicke, ayant sombré dans l'alcoolisme et ayant commis des malversations, se trouve dans un service de désintoxication. Son fils Bruno, devenu cadre du Parti, lui rend visite et suggère ensuite fortement au médecin de procéder à une élimination souhaitée par toute la famille.
Barkhausen, après une minable tentative de vol, est condamné à deux ans de prison. Dans la dernière scène du roman, on le retrouve en 1946, dans le village où Eva Kluge et Kuno Barkhausen ont trouvé refuge. Kuno est devenu un travailleur de la terre, tout disposé à tenir une ferme. Barkhausen essaie de l'apitoyer mais est rejeté catégoriquement. Kuno ne veut plus rien avoir à faire avec lui.

## Structure et style
Suivant le principe de ses précédents romans d'époque Paysans, Gros Bonnets et Bombes (1931) et Loup parmi les loups (1937), Fallada saute de chapitre en chapitre d'un arc narratif à l'autre. Le suspense se poursuit ainsi chaque fois dans un chapitre ultérieur. Les titres accrocheurs des différents chapitres (Premier avertissement, Deuxième avertissement, etc.) contribuent à ce suspense. Les romans de Fallada, comme de tout auteur à succès, s'adressent à un large public. Ils sont délibérément écrits dans un style simple, imagé, qui en facilite la lecture et donne une impression d'immédiateté et d'authenticité. Le temps de la narration est le passé, mais il est souvent interrompu par le présent, méthode de focalisation qui substitue au point de vue du narrateur celui, subjectif, du personnage en question.
Le récit du narrateur est neutre, objectif et nuancé. Il met de l'ordre dans l'intrigue et attire l'attention du lecteur sur des aspects pertinents, car il connaît bien ses personnages. Il s'agit plus de personnages types que de figures bien individualisées, on se rapproche même souvent du cliché. Il distingue nettement les bons et les méchants, les premiers demeurant bons pendant tout le roman. Les dialogues sont parfois secs et sommaires et rendent parfaitement aussi bien le parler des classes populaires berlinoises que le langage humiliant et odieux employé par les nazis et faisant tache d'huile sur l'ensemble de la société, jusqu'à ses exclus.

## Histoire de l'œuvre

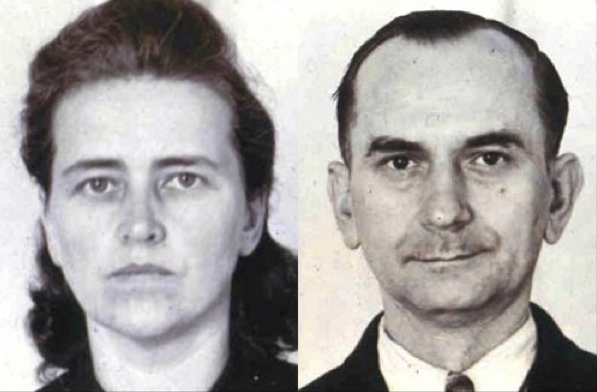
Elise et Otto Hampel, inspirateurs du roman Seul dans Berlin.

Ce fut Johannes R. Becher, alors président de l'Union culturelle pour le renouveau démocratique de l'Allemagne dans la zone d'occupation soviétique (la future RDA), qui suggéra à Fallada d'écrire un roman sur la résistance allemande contre le régime nazi.
Fallada déclina tout d'abord cette proposition, estimant qu'il ne pouvait décemment publier un tel ouvrage alors qu'il avait lui-même écrit plusieurs romans à succès sous le Troisième Reich. Il finit néanmoins par se laisser convaincre et rédigea ce roman de 700 pages en l'espace de quatre semaines.
Il rappelle dans sa préface que la trame du roman s'inspire des actes de résistance d'Otto et Elise Hampel, un couple ouvrier berlinois qui avait, de 1940 à 1942, déposé dans les lieux publics des tracts contre Hitler sous forme de cartes postales et avait fini par être dénoncé. Fallada souligne toutefois qu'il ne rapporte pas uniquement les faits. En réalité, les époux Hampel n’avaient aucunement, comme les Quangel, accédé à une certaine sérénité pendant leur détention pour affronter la mort sans crainte ; au contraire, ils s’étaient accusés réciproquement pour échapper à l'exécution.
La première édition a été publiée en 1947 par l'éditeur est-allemand Aufbau-Verlag. Elle a été modifiée sur quelques détails importants pour des raisons politiques et sans l’approbation de l’auteur, entre-temps décédé. Il déplaisait en effet aux autorités de la RDA naissante qu'une cellule de résistance communiste ait sacrifié ses membres et que les Quangel aient tout d'abord été des partisans des nazis.
En 1967, le roman est traduit en français par Alain Virelle et André Vandevoorde et parait aux éditions Plon. Il fait l'objet d'une réédiiton en 2002 chez Denoël dans la collection "d'Ailleurs" avec une traduction révisée par André Vandevoorde. Enfin il fait l'objet d'une retraduction complète - à partir de l'édition allemande publiée en version non expurgée - par Laurence Courtois en 2013 et reparait chez Denoël dans la même collection "D'ailleurs) .
En 2009, le roman a été pour la première fois traduit en anglais et rencontra un succès fulgurant. Plus de soixante ans après sa disparition, Hans Fallada était redécouvert à l'échelle internationale. Au printemps 2011, le roman est publié en Allemagne par la maison d'édition Aufbau-Verlag dans sa version non expurgée.

## Éditions

### Allemagne
- 1947 : Aufbau Verlag (maison d'édition localisée dans la Zone soviétique d'occupation) : Jeder stirbt für sich allein

### URSS
- 1948 : Éd. Иностранная литература : Каждый умирает в одиночку

### France
- 1967 : Plon, coll. « Feux croisés »
- 2002 : Éditions Denoël, coll. « Et d'ailleurs »  (ISBN 2-207-25305-8)
- 2004 : Gallimard, coll. « Folio » no 3977  (ISBN 2-07-031296-8)
- 2014 : Denoël, coll. « Et d'ailleurs »  (ISBN 978-2-207-11238-0) - Version non expurgée dans une nouvelle traduction de Laurence Courtois
- 2015 : Gallimard, Folio no 5941  (ISBN 978-2-07-046333-6) - Publication en poche de la version non expurgée

### États-Unis et Royaume-Uni
Le roman n'a été publié que très récemment en anglais :
- 2009 : Melville House Publishing (USA), Everyman Dies Alone. Cette édition comporte des éléments du dossier de police des époux Hampel, notamment quelques-unes des cartes qu'ils avaient diffusées.
- 2009 : Penguin Books (UK), Alone in Berlin

## Adaptations

### Au cinéma
- 1976 : Seul dans Berlin (Jeder stirbt für sich allein), film allemand réalisé par Alfred Vohrer, avec Hildegard Knef et Carl Raddatz dans le rôle des époux Quangel
- 2016 : Seul dans Berlin, film germano-franco-britannique réalisé par Vincent Perez, avec Emma Thompson et Brendan Gleeson dans le rôle des époux Quangel

### À la télévision
- 1962 : Jeder stirbt für sich allein, téléfilm de la télévision ouest-allemande réalisé par Falk Harnack
- 1970 : Jeder stirbt für sich allein, téléfilm de la télévision est-allemande réalisé par Hans-Joachim Kasprzik
- 2004 : I ve smrti sami, téléfilm tchèque réalisé par Dušan Klein
- 2013 : Seuls contre Hitler, documentaire français diffusé par France 3 réalisé par Michaël Gaumnitz (55 min). Le documentaire obtient un TTT de Télérama.

## Au théâtre
- 2014 : Seul dans Berlin, mise en scène de Luk Perceval, Théâtre Nanterre-Amandiers